# Соляний промисел Туздисор
Соляний промисел Туздисор – виробничий майданчик з видобутку кам'яної солі на півночі Казахстану.
Солоне озеро Туздисор лежить на лівобержжі Іртишу за сотню кілометрів на захід від Павлодару. Наприкінці 2010-х компанія «Павлодарсіль» узялась за облаштування тут промислу, що, зокрема, включало прокладання лінії електропередач. Запуск виробництва планували на 2022 рік, проте цьому перешкодила агресія Росії проти України – частину обладнання мали постачити з міста Суми.
Запаси солі в Туздисорі оцінюються у 6,4 млн тон, а річна потужність промислу запроектована на рівні 150 тисяч тон.